# Bertha Lou
Bertha Lou ist ein Rockabilly-Song, der 1957 erstmals in der Aufnahme von Johnny Faire veröffentlicht wurde. Eine zuerst eingespielte Version von Dorsey Burnette musste aus vertragsrechtlichen Gründen zurückgehalten werden. Das Stück wurde von Johnny Burnette gemeinsam  mit dem Songwriter und Verleger John Marascalco geschrieben. Der inhaltlich sowohl anzügliche als auch parodistische Song basiert auf einem schnell und hart gespielten Blues und ist aufgrund seines markanten Gitarren-Riffs leicht wiederzuerkennen. Nach einigen zeitnahen Coverversionen, von denen jene Clint Millers 1958 die amerikanischen Billboard-Charts erreichte, sowie Umarbeitungen zu Twinkie Lee, Snacky Poo und schließlich Bob Dylans Adaption Rita May wurde der Titel ab etwa 1980 ein viel gespielter Standard der Neo-Rockabilly- und Psychobilly-Szene.

## Entstehung
Die Brüder Johnny und Dorsey Burnette waren nach der Auflösung ihrer Band „The Rock ’n’ Roll Trio“ Mitte des Jahres 1957 nach Kalifornien gezogen, wo sie sich zum einen als Songwriter einen Namen zu machen erhofften und zum anderen als Solointerpreten und gemeinsam als „Burnette Brothers“ aktiv wurden. Aus Memphis kannten sie den Mississippi-stämmigen Songwriter John Marascalco, der seit März 1956 mit Kompositionen für Little Richard bei Specialty Records gut im Geschäft war. Die Burnettes besuchten mit ihrem Gitarristen Odell Huff den Songwriter in dessen Wohnung und Johnny stellte ihm die erste Strophe einer neuen Songidee vor, die sie gemeinsam zu Bertha Lou ausarbeiteten. Da Johnny Geld für seine Miete brauchte, verkaufte er Marascalco seinen Anteil an den Autorenrechten. Johnnys Sohn Rocky Burnette bezifferte die Verkaufssumme Jahre später auf 50 Dollar. Solche Cut Ins waren zu dieser Zeit eine übliche Geschäftspraxis in der Musikbranche. Am 27. Oktober 1957 ließ sich Marascalco das volle Copyright an Bertha Lou durch den Eintrag in der Library of Congress sichern und übernahm den Song auf seinen eigenen kürzlich gegründeten Musikverlag Robin Hood Music.
Marascalco arrangierte im November 1957 eine Aufnahmesession im Studio Master Recorders für das kleine Label Surf Records von Kenny Babcock, dessen Sohn Keith sich allerdings an die Goldstar Recording Studios als Aufnahmeort erinnert. Als Band wurden Odell Huff an der Gitarre, Danny Flores am Klavier und H. B. Barnum am Schlagzeug engagiert. Den Bass übernahm wahrscheinlich Dorsey Burnette selbst. Johnny Burnette unterstützte die Percussions durch Handclaps. Der Song wurde unter Marascalcos und Babcocks Leitung in mehreren Takes aufgenommen. Nach der Erinnerung Keith Babcocks stimmte sein Vater während der Aufnahme die Gitarre um, so dass sich deren Tonumfang vergrößerte und Odell Huff seinen Part auf einer einzigen Basssaite spielen konnte. Bereits bei der Vorbereitung der Session war aufgefallen, dass Johnny Burnette noch bei Coral Records unter Vertrag stand und somit keine Aufnahmen als Hauptinterpret für eine andere Plattenfirma einsingen durfte. Von einer ersten Demoaufnahme wurde seine Stimme daher wieder entfernt und Dorsey Burnette sang den Titel erneut ein. Johnny Burnettes Vokalbeitrag blieb aber dennoch erhalten: Zum einen ist seine Gesangsspur noch leise im Hintergrund zu hören, besonders eingangs der zweiten Strophe, als Dorsey Burnette aus dem Takt gerät, zum  anderen feuert er Odell Huff lautstark mit den Rufen „Rock! Rock! Rock!“ zum Gitarrensolo an. Zusammen mit dem von Marascalco geschriebenen Rockabilly-Titel Til the Law Says Stop als B-Seite wurde Dorsey Burnettes Version für die Veröffentlichung auf Surf Records unter der Plattennummer SR5019-45 gemastert und in einer ersten Auflage in der hauseigenen Pressmaschine gefertigt.
Kurz darauf räumte Dorsey Burnette zu Marascalcos Unmut ein, dass auch er einen laufenden Vertrag hätte, der ihm Aufnahmen für andere Plattenlabels verbiete. Da eine Veröffentlichung der Platte somit hinfällig war, entschieden sich Marascalco und Babcock dafür, den Song erneut von einem anderen Interpreten übersingen zu lassen. Die Wahl fiel auf den jungen Johnny Faircloth, der die Songs für die am nächsten Tag angesetzte Session über Nacht erlernen musste. Faircloth orientierte sich stark an Dorsey Burnettes Gesang und konnte die Neueinspielung von Bertha Lou unter Anwesenheit der Burnettes nach wenigen Takes abschließen. Für Til The Law Says Stop lagen keine getrennten Tonspuren für die Instrumental- und Vokalarbeit vor, weshalb Faircloth so exakt wie möglich über Dorsey Burnettes Stimme singen musste, was die Session langwierig und mühsam machte. Insbesondere Dorsey Burnettes Südstaaten-Akzent und dessen metrische Freiheit machten dem Mann von der Westküste zu schaffen. Die doppelte Melodiestimme ist daher auf der Aufnahme deutlich zu hören.

## Musikalischer Aufbau

Titelblatt der Notenausgabe

Während die Notenausgabe von 1957 als Grundtonart G-Dur vorschlägt, bauten die Musiker der Originalversion Bertha Lou auf einem 12-taktigen Blues im 4/4-Takt in E-Dur auf: Auf vier Takte Tonika folgen zwei Takte Subdominante und wieder zwei Takte Tonika. Über einen Takt Dominante und einen Takt Subdominante führen zwei Takte Tonika das Bluesschema zu Ende. Die achttaktige Bridge variiert ebenfalls nur diese drei funktionalen Harmonien: Auf zwei Takte Subdominante folgen zwei Takte Tonika, sodann wieder zwei Takte Subdominante und schließlich zwei Takte Dominante. Jeder Strophe ist ein 2/4-Takt auf der Tonika vorgeschoben, der den erweiterten Auftakt „Bertha Lou, Bertha Lou“ oder „Hey! Hey! Bertha Lou!“ aufnimmt. Das Gitarrensolo besteht wie die Strophen aus einem 12-Takt-Schema, kommt aber ohne diesen Zwischentakt aus. Intro und Outro eröffnen und beenden den Song auf der Tonika. Der gesamte Ablauf des Songs mit A-A-B-Struktur sieht in den beiden originalen Versionen von Dorsey Burnette und Johnny Faire wie folgt aus:
- Intro (4 Takte)
- 1. Strophe (2/4 Takt + 12 Takte)
- 2. Strophe (2/4 Takt + 12 Takte)
- Bridge (8 Takte)
- 3. Strophe (2/4 Takt + 12 Takte)
- Gitarrensolo (12 Takte)
- Bridge (8 Takte)
- 3. Strophe (2/4 Takt + 1/2 Takte)
- Outro (8 Takte) und Fade-Out

Auf allen drei akkordischen Stufen der Strophe wird ein markantes Riff auf den Basssaiten der Gitarre gespielt, welches in aufsteigenden Achteln jeweils doppelt den Grundton, darüber die Moll-Terz und die Quarte anschlägt und schließlich in einzelnen Achteln über die verminderte Quinte auf der Quinte ankommt. Im überschaubaren Tonvorrat der gesungenen Melodie dominieren ebenfalls der Grundton E und die zugehörige kleine Terz G. Durch die Verwendung dieser den Blue Notes nachempfundenen Terzen erhält der Song seinen bluesigen Mollcharakter, insbesondere da die dem Song zugrundeliegende Dur-Tonart nur als Septakkorde vom Piano sehr versteckt im Hintergrund gespielt wird. Auf dem jeweils zehnten Takt einer Strophe – der Subdominante – schweigt die Rhythmusgruppe und die elektrische Gitarre spielt ein absteigendes Fill-In.
Die Strophen bestehen aus je sechs Versen mit dem Reimschema [aabbaa]. Der dominierende, stumpfe Endreim (a) ist die Assonanz auf -[u] der mehrfach verwendeten Silben „Lou“, „you“, „do“ und „ooh“, der jeweils in zwei Paaren die Assonanz beziehungsweise die Reime „sand“-„man“, „moan“-„phone“ und „wild“-„child“ in der Mitte der drei Strophen (b) umarmt. Die sechs Endsilben fallen dabei stets auf den ersten Schlag des ersten, dritten, fünften, siebten, neunten und elften Taktes des Bluesschemas. Der eigentliche Liedtext wird also in einer für den Blues typischen rhythmischen Variante etwa in der Funktion mehrsilbiger Auftakte vor dem jeweils ersten Schlag gesungen. Zwischen Vers und Gitarrenriff, welches auf diesem ersten Schlag des Taktes startet, entwickelt sich so ein Dialog, zumal das dem Vers folgende Riff ohne überlagernden Gesang vollständig zu hören ist. Der jeweils nächste Vers beginnt frühestens auf dem zweiten Schlag des folgenden Takts und folgt metrisch den schnellen Achtel des bereits neu begonnenen Gitarrenriffs – zuweilen entzerrt durch Viertelnoten. Nur der fünfte Vers der Strophen endet nicht auf dem ersten Schlag des neunten Taktes, sondern zieht in melismatisch verbundenen Noten einen absteigenden Dur-Dreiklang bis in die Subdominante des zehnten Takts. Diesem stimmlichen Höhepunkt der Melodie antwortet wiederum das absteigende Fill-In der elektrischen Gitarre. Dieses Call and Response ist ein grundlegendes Prinzip afroamerikanisch beeinflusster Popularmusik, wird hier zwischen Stimme und Gitarre dargeboten und findet seine inhaltliche Entsprechung im sexuell aufgeladenen Text und der Aggressivität des verstärkten Gitarrensounds. Die vier-versige Bridge kommt mit den zwei Paarreimen „cut“-„truck“ und „sweet“-„feet“ aus und nutzt die vollen acht Takte ohne wesentliche Pausen.
Einige Coverversionen und Adaptionen ändern Stimmung und Aufbau in Details: So arrangierte Don Costa den Song für Clint Miller ohne den 2/4-Takt, den er nur vor der dritten Strophe einsetzte. In Bertha Lou der Fendermen und in Twinkie Lee wurde das erste Intervall des Gitarrenriffs zur großen Terz E–Gis, was einer Dur-Stimmung entspricht. In verschiedenen Aufnahmen wird das Gitarrenriff auch vom elektrischen Bass übernommen.

## Inhalt
Bertha Lou reiht sich in eine Folge von bekannten Songs aus dem Rock ’n’ Roll und Rockabilly ein, deren Titel einem Frauennamen entspricht oder einen solchen enthält. Dabei hat angeblich Dorsey Burnettes Frau Alberta als Namenspatronin der besungenen Bertha Lou herhalten müssen. Viele dieser „Songs about Girls’ Names“ haben eine deutliche sexuelle Konnotation. In der dritten Strophe von Bertha Lou heißt es:
| Hey-Hey, Bertha Lou I wanna conjugate with you You know my blood is running wild And I know you are no child When you do what you do Bertha Lou | Hey, hey, Bertha Lou Ich möchte mich mit dir paaren Du weißt, mein Blut gerät in Wallung Und ich weiß, du bist kein Kind Wenn du machst, was du machst Bertha Lou |

Das ungewöhnlich biologistische Verb to conjugate (deutsch: sich paaren) in der Erstversion des Liedes veranlasste den Promoter Dick Clark zu einem weitgehenden Boykott des Titels in von ihm organisierten Rundfunkprogrammen und Live-Shows. Stuart Colman liest aus diesem Text einen Ausdruck besonderer Manneskraft, die dem Elefanten im Porzellanladen ähnele. John Marascalco wählte für den Druck der Notenausgabe den weniger anzüglichen Begriff to congregate (deutsch: zusammenkommen). Dieser bedachtsamen Entschärfung folgten auch die meisten der nachfolgenden Interpreten.
Richard Aquila erkennt bezugnehmend auf Clint Millers Chartversion das humoristische Potenzial im überspitzten Text des erzählenden Rockabilly-Protagonisten: „Man wusste bereits bei der Veröffentlichung nicht, ob es sich um eine Parodie auf einen Frauennamen-Rockabilly-Song handelt oder ob er als ernstgemeinter Beitrag zum Repertoire des Genres gedacht ist.“ So lautet der Text der Bridge:
| You wear your hair in a poodle cut You’re walkin’ down the street a-like a semi-truck And everybody knows that you’re so sweet You tickle me from head to my athlete’s feet | Du trägst dein Haar in einem Pudelschnitt Du gehst wie ein Sattelschlepper die Straße hinunter Und jeder weiß, dass du so süß bist Es kribbelt von meinem Kopf bis zu meinem Fußpilz |

Craig Morrison sieht im letzten Vers der Bridge einen „heftigen“ Humor, der vom „Kontrast zwischen skurrilen und unangebrachten Texten und dem ernsthaften Vortrag“ profitiere, und ein genretypisches Merkmal darstelle, da im Rockabilly „beinahe alles heftig“ sei.

## Veröffentlichungen

Das Company Sleeve der Plattenfirma wirbt mit weiteren Kompositionen John Marascalcos.

Für die Veröffentlichung der neu eingespielten Version am 9. Dezember 1957 wählte Kenny Babcock Faircloths prägnanteren Künstlernamen „Johnny Faire“ und die gleiche Plattennummer SR5019-45. Am selben Tag wurde die Platte im Billboard Magazin besprochen. Eine Besonderheit war die zugehörige Papierhülle, auf der die Platte durch die Angabe weiterer Kompositionen John Marascalcos beworben wurde. Seiner Zeit voraus war auch der Label-Hinweis auf Marascalco als Produzent, der später bedauerte, dass er sich für diesen Job keinen Anteil an den Verkäufen hat sichern lassen. Die erste Auflage von Surf SR5019-45 von Dorsey Burnette wurde zurückgehalten und vernichtet. Ledigliche eine Kiste soll übriggeblieben sein, so dass vereinzelt Exemplare den Weg in Plattensammlungen fanden. Johnny Faires Surf SR5019-45 erzielte immerhin soviel Aufmerksamkeit, dass sie 1958 als Quality K-1696 für den kanadischen und als London HLU 8569 für den britischen Markt neu aufgelegt werden konnte. In den 1970ern erschien in der ursprünglichen Aufmachung Surf 5019 von Johnny Faire in einer nicht autorisierten Neuauflage, zu erkennen am eingeritzten „Re“-Kürzel im Bereich der Auslaufrille. Die Notenausgabe von Bertha Lou erschien bei Marascalcos Verlag Robin Hood Music in Zusammenarbeit mit Rio Grande Music aus Texas. Den Verkauf der Noten übernahm als alleiniger Handelsvertreter der Verlag Hill & Range.
Mitte der 1960er Jahre entschied sich Marascalco in Absprache mit Dorsey Burnette, dessen ursprünglich zurückgehaltene Version auf seinem eigenen kleinen Label Cee-Jam Records zu veröffentlichen. Dazu nahm Dorsey den Blues-Klassiker Keep A-Knockin’ auf, der als B-Seite von Cee-Jam #6 unter dem Bandnamen „The Brothers“ erschien. Um 1970 wurde mit Cee-Jam #16 die originale Zusammenstellung von Bertha Lou mit Til the Law Says Stop auf Vorschlag Ronny Weisers, des Betreibers des Rockabilly-Labels Rollin’ Rock, in einer kleinen Auflage von 2.000 Stück wiederveröffentlicht. Der Titel erschien nie auf einem der offiziellen Alben Dorsey Burnettes. Erst durch die Aufbereitung des Gesamtwerks der Burnette Brothers mittels Werkausgaben in CD- und CD-Box-Format ab den 1990er Jahren konnte der Titel wieder einer breiteren Käuferschaft zur Verfügung gestellt werden.
- 1957 – Johnny Burnette (unveröffentlichte Demoaufnahme)
- 1957 – Dorsey Burnette auf Surf SR5019-45 (unveröffentlicht), sodann 1965 auf Cee-Jam #6 und 1970 auf Cee-Jam #16
- 1957 – Johnny Faire auf Surf SR5019-45 sowie 1958 auf Quality K-1696 und auf London HLU-8569, letztere auch als 10-Zoll-Schellacksingle sowie als Promo-Ausgabe auf London MSC 2285

Dorsey Burnette (1957)
Dorsey Burnette (um 1965)
Dorsey Burnette (um 1970)

Johnny Faire amerikanische DJ-Copy
Johnny Faire amerikanische Ausgabe
Johnny Faire kanadische Ausgabe
Johnny Faire britische Promo-Ausgabe
Johnny Faire britische Ausgabe

## Coverversionen
Noch vor der offiziellen Veröffentlichung wurde die Plattenfirma ABC-Paramount auf den Song aufmerksam und machte Babcock ein Angebot für die Masterbänder. Da dieser ablehnte, spielte deren junge Neuverpflichtung Clint Miller am 20. November 1957 unter der Leitung von Don Costa eine erste Coverversion für ABC ein, für deren Einstudierung er auf eine Demoversion zurückgegriffen haben muss. Dadurch ergaben sich einige Abweichungen im Text. Millers Coverversion wurde in derselben Billboard-Ausgabe wie das Original vorgestellt. Zeitnah wurde Bertha Lou außerdem von der Rockabilly-Band The Fendermen auf deren LP Mule Skinner Blues, von Alan Knight und von Bob Harris and the Kings Four aus Michigan gecovert. Mit Los Salvajes aus Mexiko und Los Zodiac aus Peru griffen auch Bands aus dem lateinamerikanischen Raum den Song auf und legten spanischsprachige Versionen mit einem Text von Manuel Callegos vor. Der britische Rock-’n’-Roll-Musiker Marty Wilde legte 1970 ein retrospektives Album über die Zeit seiner größten Erfolge auf und spielte dazu Bertha Lou ebenfalls ein.

ABC-Paramount bewirbt Clint Millers Platte am 16. Dezember 1957 im Billboard.

- 1957 – Clint Miller auf ABC-Paramount 78- und 45-9878, in Kanada auf Sparton für 78 Umdrehungen auf 528-R und für 45 Umdrehungen auf 4-528R, in Schweden auf Karusell KFF 223, in den Niederlanden auf Artone AP 22.014

Clint Miller amerikanische Ausgabe
Clint Miller kanadische Ausgabe
Clint Miller niederländische Ausgabe

- 1960 – The Fendermen auf dem Album Mule Skinner Blues, Soma MG-1240, in Kanada 1961 auf Point Records P-213
- 1960 – Alan Knight auf Tide Records T-0011
- 1961 – Los Salvajes auf Columbia 5043
- 1962 – Bob Harris and the Kings Four auf EAI PS-101
- 1963 – Los Zodiac auf Odeon del Peru 8825
- 1970 – Marty Wilde auf dem Album Born to Rock ’n’ Roll, Philips 6308 010

The Fendermen
Alan Knight
Los Salvajes Mexiko
Bob Harris
Los Zodiac Peru

1979 nahm sich Johnny Burnettes Sohn Rocky erstmals des Titels seines Vaters und seines Onkels an und startete eine Reihe von Coverversionen im Stile der stärker werdende Neo-Rockabilly- und Psychobilly-Szene, die so auf den Song mit dem treibenden Riff aufmerksam wurde. Seitdem wurde der Titel in mindestens 40 Versionen aufgenommen und veröffentlicht, darunter 2004 von der Rockabilly-Band Los Gatos aus Mexiko und 2009 von Las Ondas Marteles erneut in spanischen Versionen. Von Robert Gordon, Rocky Burnette, Tav Falco’s Panther Burns, den Astro Zombies und den Meteors liegen jeweils mehrere Versionen, darunter von Live-Auftritten vor. Letztere führen Bertha Lou seit ihrer frühen Karriere in ihrem Live-Repertoire, so dass verschiedene Bootlegs kursieren, die aber in folgender Liste nicht aufgeführt sind.
- 1979 – Rocky Burnette auf dem Album Son of Rock ’n’ Roll, EMI EMC3323
- 1979 – The Customs auf dem Album Long Gone
- 1981 – The Urbations auf einer EP von Wild Child Records
- 1983 – Tav Falco’s Panther Burns auf der EP Blow Your Top, Rough Trade RT-114T
- 1983 – The Memphis Rockabilly Band mit Jeff Spencer auf dem privaten Label MRB und auf dem Album Bertha Lou
- 1986 – Die Freie Garage auf dem Album Speedmeat, White Noise 15061
- 1989 – Tav Falco’s Panther Burns auf dem Live-Album Midnight in Memphis, New Rose Records 185
- 1991 – The Meteors auf dem Album Madman Roll, Sonovabitch ROTT 90022
- 1992 – Johnny and the Headhunters auf dem Album Real Rock N Roll
- 1992 – The Meteors auf dem Live-Album Live 4 … International Wreckers, Sonovabitch ROTT 90062
- 1993 – Colin Winski auf dem Album Helldorado, Fury FCD-3027
- 1995 – Los Marauders auf dem Album Every Song We Fuckin’ Know, Teenbeat 122
- 1996 – Hot Stuff auf dem Album Only For Hep Cats, Tail T-10-1
- 1997 – Robert Gordon auf dem Album Robert Gordon, Llist LLT 00792
- 1997 – The Astro Zombies auf dem Album The Astro Zombies Are Coming, Banana Juice Records (erste Version)
- 1999 – The Meteors auf dem Album John Peel Session, Raucous RAUC 044 (bereits 1985 für die BBC aufgenommen)
- 1999 – The Bottletones auf dem Album Corn Rampin’, Relay Records
- 2000 – Junior Marvel auf dem Album Early and Unreleased, Rundell CD/LP 023
- 2001 – The Rockin’ 8 Balls auf dem Album Eight Balls O’Fire, Goofin’ 6108
- 2001 – Rudy LaCrioux & The Allstars auf dem Album Let’s Have a Ball, Nervous
- 2001 – Rocky Burnette, Darrel Higham & The Enforcers auf dem Album Hip Shakin’ Baby, Rockstar Records RSRCD-021
- 2002 – Robin Sylar unter der Schreibweise Bertha Lu auf dem Album Bust Out, Race Records und TopCat Records
- 2003 – The Meteors auf dem Live-Album From Beyond, Raucous RAUCLP 124 (bereits in den 1980ern aufgenommen)
- 2003 – Bell Hops auf dem Album Wild, Wet and Juicy, ROCKCD-9416
- 2003 – Ratso & Switchblade auf dem Album Playing with Rats, Sphincter 312
- 2003 – The Astro Zombies auf dem Album Mutilate, Torture and Kill, Nova Express (zweite Version)
- 2003 – Bloodshot Bill auf dem Album Trash Addict, Fake Records
- 2004 – Los Plantronics auf dem Album La Orchestra Diabolica, Mariachi Productions 004
- 2004 – The Hicksville Bombers auf dem Album The Devil Made Us Do It, Raucous CD RAU 153
- 2004 – Alan Leatherwood auf dem Album Rock, Bop, Folk and Pop Vol. 1 Featuring Remember the Alamo, Ohio Moon
- 2004 – Los Gatos auf dem Album Lo Que Mata, No Es el Auto, Grabaciones Alicia GACD-018
- 2004 – Jeff Simmons auf dem Album Blue Universum, Blue Fox Records
- 2005 – Robert Gordon & Chris Spedding auf dem Live-Album Rockin’ the Paradiso, Last Call CD/DVD 3113142
- 2005 – Atomic Hi-Tones auf der EP Wolfcat, Twaino Records
- 2006 – The Astro Zombies auf dem Live-Album Burgundy Livers, Raucous
- 2007 – R. J. and the Phantoms auf dem Album What’s the Rumor, Red Shoot Records CD RS 100
- 2007 – Hellcats auf dem Album I’ve Got a Devil Inside, Tedly Serious TED CD-102
- 2007 – Blue Rockin’ auf dem Album Rockin Boogie Trash, Part CD 660002
- 2007 – Robert Gordon mit Link Wray und Danny Gatton auf dem Live-Album Lotta Lovin’, Climate Change CD 004 (aufgenommen 1983)
- 2008 – Mike Mok and the Em-Tones auf der Compilation Worldwide Rockabilly Vol. 1 – Let’s Kill Someone, Louisiana Records LR 5001
- 2009 – Las Ondas Marteles auf dem Album On Da Rocks, Because
- 2010 – Homer Henderson auf dem Album Used Without Permission, Lulie 105
- 2010 – Gru-V-Tones featuring Boppin’ Bettie auf dem Sampler Finnish Rock’ n ’Roll 2010, Talsti EDCD1008
- 2011 – Bird Doggin’ Daddies auf dem Album Hopped Up, Rhythm Bomb
- 2011 – Carlos Mejuto auf dem Album Carlos Mejuto, Wild
- 2011 – The Boothill Stompers auf dem Album Goin’ Our Own Way
- 2014 – Mike Sanchez auf dem Album So Many Routes
- 2014 – Junior Marvel auf CAB 7003
- 2015 – The Dyna Jets auf der limitierten Maxi-Single The Calling, Mandinga Records MNDG 004
- 2017 – Lucky 13 auf dem Album Trouble & Love, Part Records
- 2022 – Mark Lee Allen auf dem Album Locked Down!, Bear Family BAF14025

## Adaptionen

### Twinkie Lee
Im Jahr 1960 war der kalifornische Sänger Julian „Larry“ Bright mit Mojo Workout in den Charts und benötigte für eine Fernsehshow bei Gastgeber Dick Clark einen neuen Anzug und einen Song. Da ihm sein Label Tide Records kurzfristig weder eine Geldzusage noch einen Liedvorschlag machen konnte, unterschrieb Bright einen zweiten Vertrag bei Rendezvous Records. Dorsey Burnette zeigte Bright den Song seines Bruders und arbeitete ihn zu Twinkie Lee um, als er in der folgenden Aufnahmesession im Studio am sechssaitigen Bass der Marke Danelectro aushalf. Verschiedentlich auch Twinkee Lee oder mit Bindestrich Twinkie-Lee geschrieben, war der Songtitel dem Namen einer Katze nachempfunden, die der Tochter des örtlichen DJs Cluck Blore gehörte, damit dieser dem Lied mehr Airplay gebe. Die Veröffentlichung von Twinkie Lee auf Rendezvous R-124 mit Bright als Interpret und angeblich alleinigem Autor verursachte zweifachen Ärger: Zum einen klagte Marascalco seine Autorenrechte am Stück ein, zum anderen ließ sich das Label Tide Records, das auf seinen Vertrag mit Bright pochte, die Masterbänder aushändigen. Während Tide die Aufnahme an Highland Records weiterreichte, veröffentlichte Rendezvous den Song in einer zweiten Auflage, bei der als Interpret anstelle von Larry Bright dessen Pseudonym „Pete Roberts“ angegeben wurde. Zwar wurde auf der Neuausgabe der mit Rendezvous assoziierte Musikverlag Mardon Music durch Marascalcos Robin Hood Music ersetzt, die Autorencredits verblieben auf den Tonträgern aber weiterhin bei Bright, ebenso bei späteren Coverversionen von den Fairviews, von Wayne Stevenson sowie von Alan Clark. 1966 spielte der Schlagzeuger Gary Walker auf dem Höhepunkt der Karriere seiner Band The Walker Brothers zwei Singles als Solo-Künstler ein und wählte dafür unter anderem Twinkie-Lee. Erneut wurde als Autor Larry Bright genannt, der von sich behauptet, er habe den Song den Walker Brothers persönlich vorgestellt. Im Folgejahr wurde Twinkie-Lee auch bei einer Reunion-Tour der Walker Brothers durch Japan für das zugehörige Live-Album berücksichtigt, als die Band Anfang Januar in der Osaka Festival Hall gastierte. Spätere Einspielungen erfolgten durch Gary Walkers japanische Begleitband The Carnabeats und 2004 durch die Band The Young sowie durch die japanische Sängerin Miko, deren Aufnahme nur auf Tonband herauskam. Eine Notenausgabe der Gary-Walker-Version von Twinkie Lee erschien beim Londoner Musikverlag Campbell Connelly & Co. Ltd.
- 1960 – Larry Bright auf Rendezvous R-124 (Titelschreibweise: Twinkie-Lee), in der zweiten Auflage unter dem Pseudonym „Pete Roberts“ und erneut 1964 auf Highland 1052
- 1963 – Alan Clark & The Starfires (lange unveröffentlicht), erstmals auf CD CAR 003
- 1964 – The Fairviews auf SpinIt 120 (Titelschreibweise: Twinkee Lee)
- 1966 – Gary Walker auf CBS 202081 (Titelschreibweise: Twinkie-Lee)
- 1968 – Wayne Stevenson auf Tide 2700
- 1968 – The Walker Brothers auf dem Live-Album The Walker Brothers in Japan, Phonogram SFL 9046/7, 1987 neu aufgelegt von Bam-Caruso Records
- 1968 – The Carnabeats auf der Compilation Group Sounds World Top Hits
- 1968 – Miko auf dem Tonband Ah! Soul… Introducing Miko on Stage, Superscope A010-N
- 2004 – The Young auf dem Album The New World of Youngsoul, P-Vine Records 25008

Larry Bright
Pete Roberts
Larry Bright
The Fairviews
Gary Walker
Wayne Stevenson
Miko

### Snacky Poo
Auch John Marascalco versuchte, das Potential des Songs voll auszuschöpfen, indem er das Lied neu arrangierte und mit anderem Text am 16. Januar 1962 als Snacky Poo registrieren ließ. Chester Pipkin, sein Cousin Gary „Hart“ Pipkin, Billy Mann und Warren Joyner sangen seit 1961 zusammen in der Doo-Wop-Gruppe The Electras, die für die Veröffentlichung von Snacky Poo auf Infinity Records in „The Ring A Dings“ umbenannt wurden. Als Koautoren werden Gary Pipkin und Chesters ehemaliger Gesangspartner John Carson von den Valiants genannt. Als Instrumentalspur verwendete Marascalco die Originalaufnahme aus dem Studio Master Recorders von 1957. Das erweiterte Gesangsarrangement führte aber zu einer Aufteilung des Titels auf beide Seiten der Single, so dass die Rückseite als Snacky Poo Part Two getitelt wurde. Marascalco, der A&R-Manager von Infinity war, lizenzierte die Aufnahme zwei Jahre später an Mercury Records weiter, welche die Interpreten erneut umbenannten zu „The Del-Mars“. Mercury 72244 erschien mit schwarzem und in einer zweiten Auflage mit rotem Aufkleber. 1989 verwendete Angel Records aus Kalifornien Snacky Poo als B-Seite hinter All My Love Belongs to You der Teenqueens. Im Februar 2012 kam eine unautorisierte Neuauflage von Infinity INX-014 aus Großbritannien auf den Markt, die den weiß-roten Aufkleber der Audition-Copy trägt.
- 1962 – The Ring A Dings auf Infinity INX-014, 1964 als The Del-Mars auf Mercury 72244, erneut 1989 auf Angel #2.

The Ring A Dings Infinity INX-014-A
The Ring A Dings Infinity INX-014-B
The Del-Mars Mercury 72244-A schwarz
The Del-Mars Mercury 72244-B rot
The Del-Mars Angel #2-B
The Ring A Dings Infinity INX-014-A Bootleg

### Rita May
Während der Aufnahmen zum Album Desire im Jahr 1975 spielte Bob Dylan den Song Rita May ein, der stark an Bertha Lou angelehnt ist. Die Bob Dylan und dem Koautor Jacques Levy zugeschriebene Hommage an die Feministin Rita Mae Brown kam als B-Seite einer Live-Version von Stuck Inside of Mobile with the Memphis Blues Again auf Columbia Records heraus. Als Komponist wird ausschließlich Dylan geführt, ein Hinweis auf die prominente Vorlage ist nicht zu finden. Der Rockabilly-Kenner Dylan bestätigte auf Nachfrage des Plattensammlers und seines damaligen Bassisten Rob Stoner, dass er Bertha Lou und deren Urheberschaft kenne, kommentierte die deutliche melodiöse Übereinstimmung mit seiner Rita May aber nicht. Jerry Lee Lewis coverte Rita Mae drei Jahre nach Entstehung. Der deutsche Universalkünstler Michel Montecrossa spielte im Zuge seiner umfassenden, über mehrere Jahre andauernden Dylan-Neuinterpretation 2003 auch Rita May ein.
- 1976 – Bob Dylan auf Columbia 3-10454
- 1979 – Jerry Lee Lewis auf Elektra 46067
- 2003 – Michel Montecrossa auf dem Album Michel Montecrossa’s Michel & Bob Dylan Fest 2003, Mira Sound 803007

### Das Gitarrenriff als Musikzitat
Das einfache, über Achtelnoten aufsteigende Bertha-Lou-Riff ähnelte einigen Gitarren- und Pianointros aus der Zeit seiner Entstehung: Vince Taylors Brand New Cadillac und Barrett Strongs Money (That’s What I Want) waren von 1959, Henry Mancinis Peter Gunn Theme bereits aus dem Vorjahr 1958. Note für Note zitiert wurde das Riff, als Jack Bedient und Bill Britt 1965 für eine Aufnahmesession ihrer Mersey-Band Jack Bedient and the Chessmen den Song Double Whammy schrieben und nach einem passenden energiereichen Gitarrenintro suchten. Der Gitarrist Kevin Woods schlug das markante Bertha-Lou-Riff vor. Double Whammy wurde mit einem 19. Platz der Charts von KCBN 1230 AM in Reno, Nevada ein regionaler Erfolg. Auf einer 2007 erschienenen Extended Play des britischen Voodoo Trombone Quartets befindet sich das Titelstück The Phantom, welchem das Mollriff von Bertha Lou zugrunde liegt.

## Bedeutung, Kritik und Erfolg
Bertha Lou ist einer der meistgecoverten Songs aus dem gemeinsamen Werk und Soloschaffen der Burnette Brothers. Nach Angaben Rocky Burnettes einigten sich die Familien von Johnny und Dorsey Burnette Jahre nach dem Tod der beiden Brüder mit dem Verleger Marascalco über die Rückgabe von Johnnys Anteil an den Autorenrechten. Zwar schlug sich diese Änderung nicht in der Datenbank der amerikanischen Verwertungsgesellschaft BMI nieder, bei der deutschen GEMA wird aber seitdem Johnny Burnette als Co-Autor angeführt. Auf den Tonträgern wurde Johnny Burnette allerdings nie als Autor genannt. Die „Bertha-Lou-Kontroverse“ wird immer wieder in Musiklexika und -zeitschriften aufgegriffen und über Entstehung und Aufnahme des Songs in Blogs und Foren diskutiert. Für Lee Cotten stellt „die Saga von Bertha Lou“ „eine der verworrensten Geschichten des frühen Rock-’n’-Roll“ dar. In Marascalcos Überarbeitung des „Roh-Diamanten“ erkannte Stuart Colman Johns „Talent, eine Grundidee zur Blüte zu führen.“
Durch die vielen Coverversionen und Adaptionen kann der Song als „Standard“ des Rockabilly-Genres gelten. In nationale Charts gelangte der Titel allerdings nur zweimal: Die Version von Clint Miller erreichte 1958 den 79. Platz der amerikanischen Billboard-Charts und den 49. Platz der amerikanischen Chessbox-Charts, Gary Walkers Cover von Twinkie Lee konnte 1966 in den britischen Charts bis auf Platz 26 vordringen. Auch in der Hochphase des Rockabilly zwischen 1956 und 1959 waren in diesem Genre Chartplatzierungen abgesehen von Hits Elvis Presleys, Jerry Lee Lewis’ und Carl Perkins’ selten.
Klaus Kettner vom Münchner Re-Issue-Label Hydra Records stellte zwischen 2007 und 2010 viele der frühen Coverversionen und Adaptionen in der dreiteiligen CD-Reihe Like What We Wrote. The Songs of Johnny and Dorsey Burnette zusammen und hält Bertha Lou im zugehörigen Booklet „immer noch für einen großartigen, rockenden Song“. Billy Poore macht in ihm „explosiven Rockabilly“ aus, alles in allem „Dorseys beste Rockabilly-Platte“, insbesondere dessen „reiche, tiefe Stimme“ in der Encyclopedia of Rock gelobt wird. Bereits die mit Veröffentlichung des Liedes 1957 erschienenen Besprechungen der Versionen von Johnny Faire und Clint Miller im Billboard-Magazin bescheinigten dem Song ein großes Potenzial. Der „atemlose, hysterische Sound“ mit dem „heruntergehämmerten, starken Rhythmus“ der Begleitband von Faires „aufregender“ Performance passe sehr gut zum Geschmack der Teenager. Clint Miller zeige in seiner soliden Coverversion einen „Rockablues“ im „Presley-Sound“, mit dem er auch im Country-&-Western-Markt punkten könne. Zur zeitgenössischen Rezeption des Titels gehört auch Don Covays Song Believe It or Not von 1959 über eine DJ-Convention, dessen Text aus den Titeln von bekannten Rock-’n’-Roll-Nummern aufgebaut ist. In diesen Reigen ist auch Bertha Lou aufgenommen.